# Parc national de Rondane
Le parc national de Rondane (en norvégien : Rondane nasjonalpark) est le parc national le plus ancien de Norvège. Il fut créé le 21 décembre 1962 afin de protéger une des zones du pays ayant un risque écologique important. Le parc contient de nombreux pics supérieurs à 2 000 mètres, le plus élevé étant le Rondslottet avec 2 178 mètres d'altitude. Dans cette zone habite une colonie importante de rennes.
En 2003, le parc a été étendu, occupant à présent une aire totale de 963 km2. Rondane se situe dans le comté norvégien d'Innlandet, à l'Est de Gudbrandsdal, Dovre et Jotunheimen.

## Géographie
Rondane est un paysage typique de haute montagne, avec de grands plateaux et un total de dix pics de plus de 2 000 mètres. Le point le plus haut est le Rondeslottet (« le château de Rondane »), avec une altitude de 2 178 mètres. Le point le plus bas est juste au niveau de la forêt, qui se situe à peu près à 1 000 mètres. Le climat est doux et relativement aride. En plus des bouleaux blancs, le sol et les roches sont couverts de lichen et de bruyère. Les montagnes les plus grandes sont presque complètement arides ; à environ 1 500 mètres, seuls poussent les lichens sur les pierres dénudées.
Le paysage montagneux est composé de nombreuses vallées. La vallée la plus profonde est par le lac Rondvatnet, un lac étroit qui remplit l'espace entre le tertre Storronden-Rondslottet et celui de Smiubelgen. Généralement, Rondane ne reçoit pas assez de précipitations pour générer des glaciers permanents, même s'il est possible de voir des accumulations de neige sur la partie postérieure des vallées.
Le centre du parc est le lac Rondvatnet, à partir duquel tous les pics aux alentours de 2 000 mètres peuvent être atteints en moins d'une journée de marche. Dans la région centrale, et le Nord-Est, l'altitude est plus grande en comparaison avec les plateaux du Sud. Les pics les plus hauts sont Rondslottet (2 178 mètres), Storronden (2 138 mètres) et Høgronden (2 118 mètres).
Dans la plupart des parties du parc, on peut trouver des kettles, créés par des restants de glaciers de la glaciation, des collines particulières appelées eskers, créées par des moraines traînées par les glaciers fondants.
La faune se compose de rennes, gloutons, lemmings et loutres notamment.

## Galerie

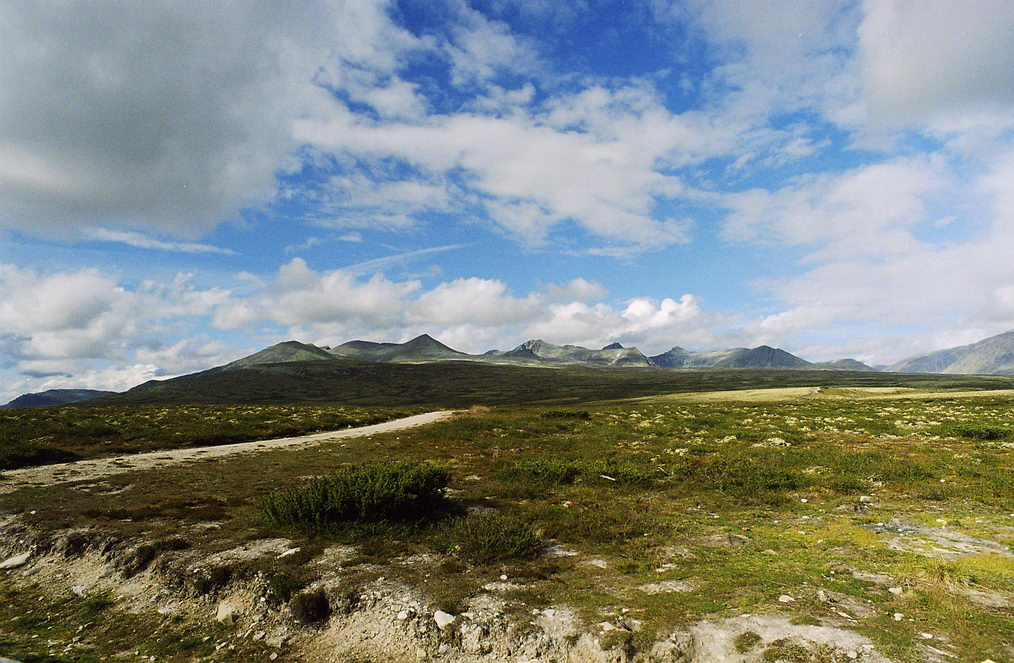
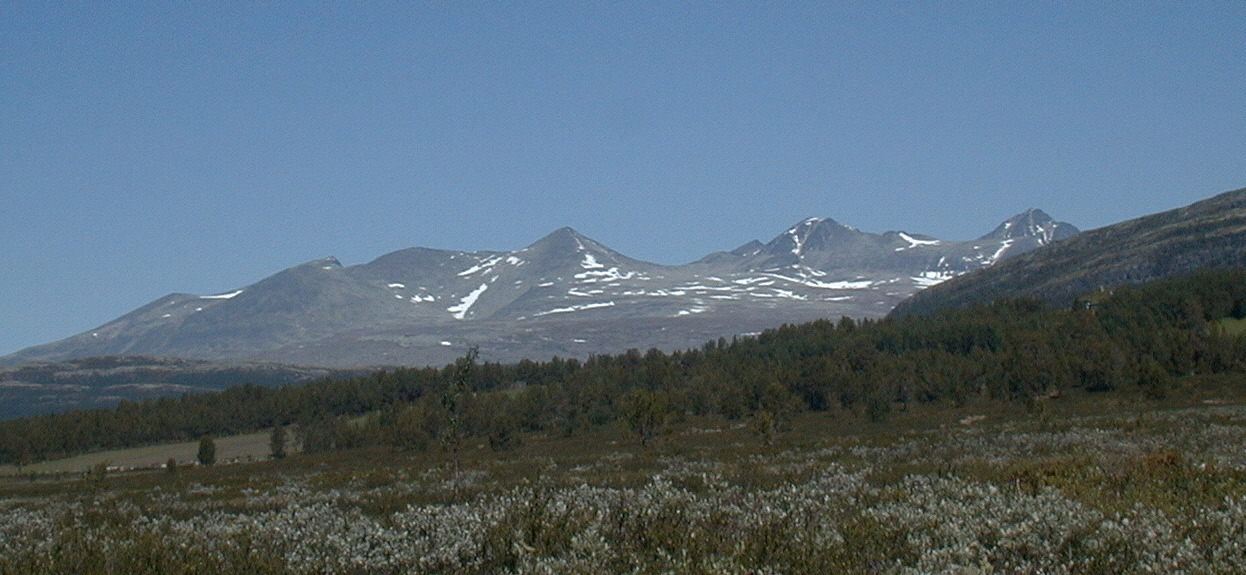
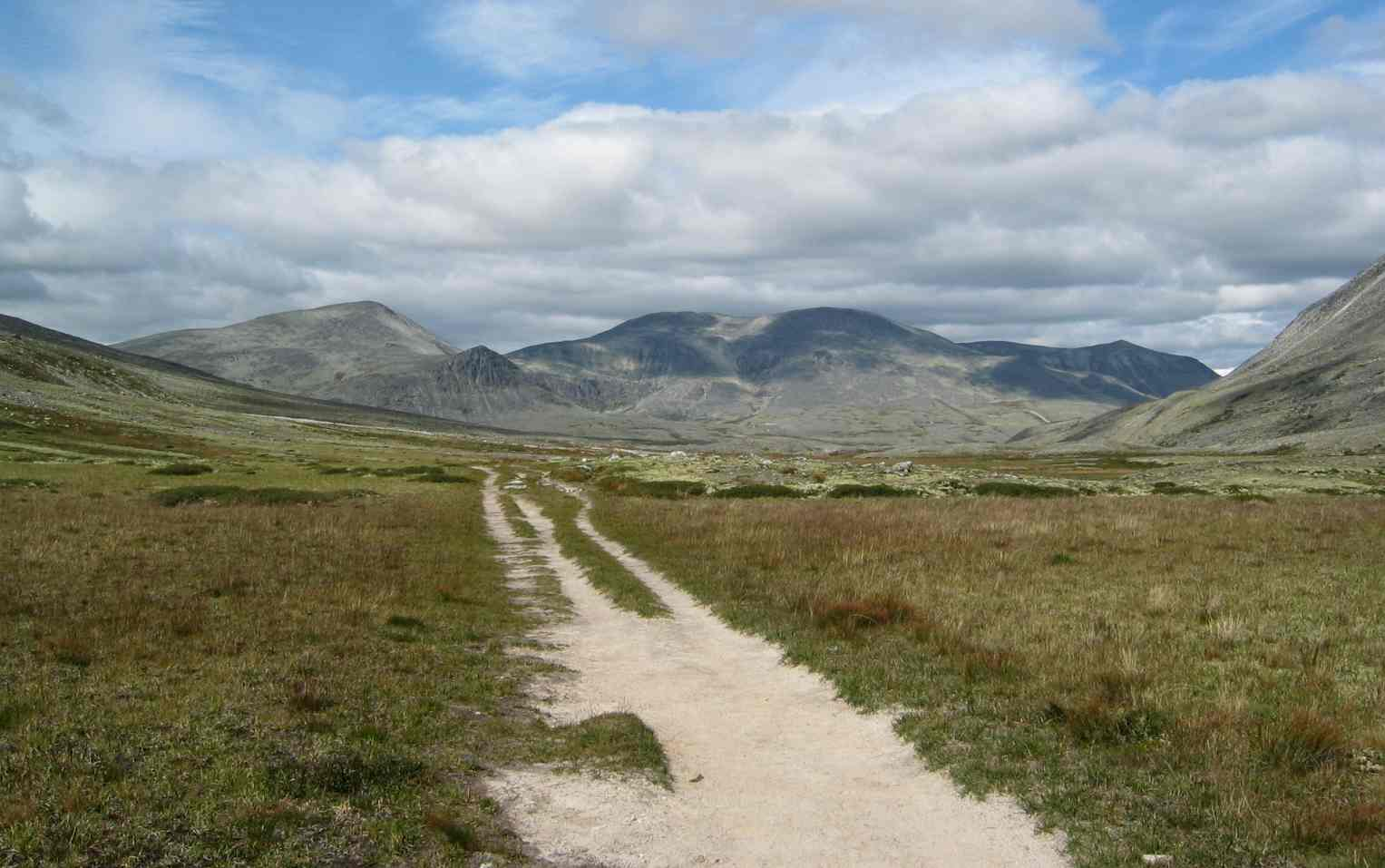
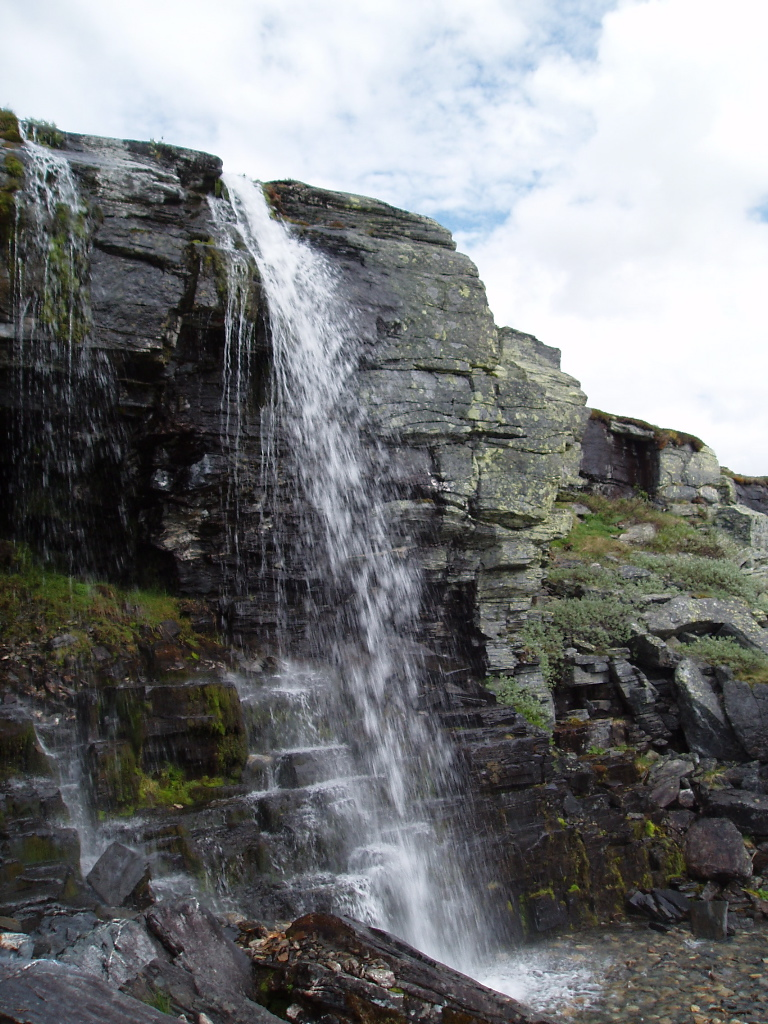
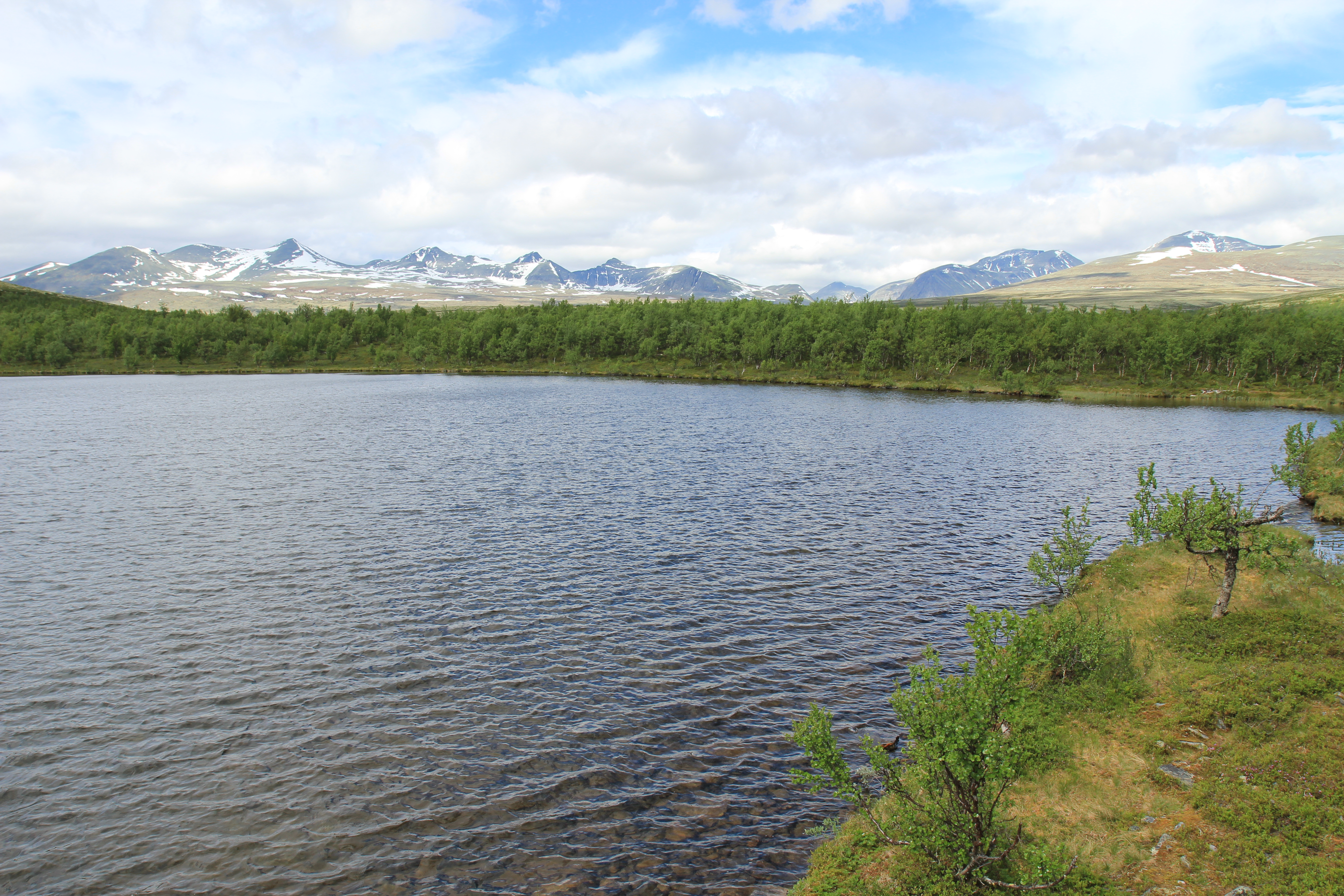
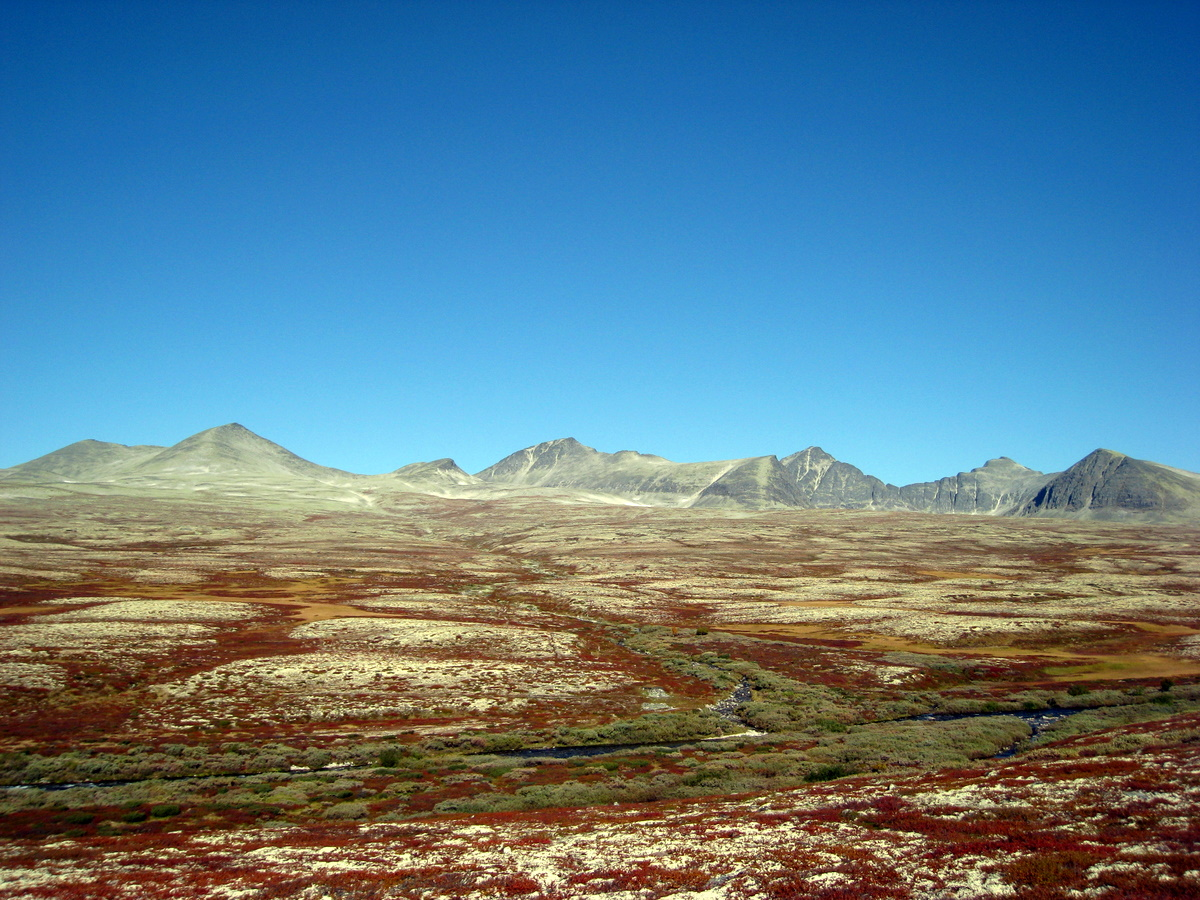
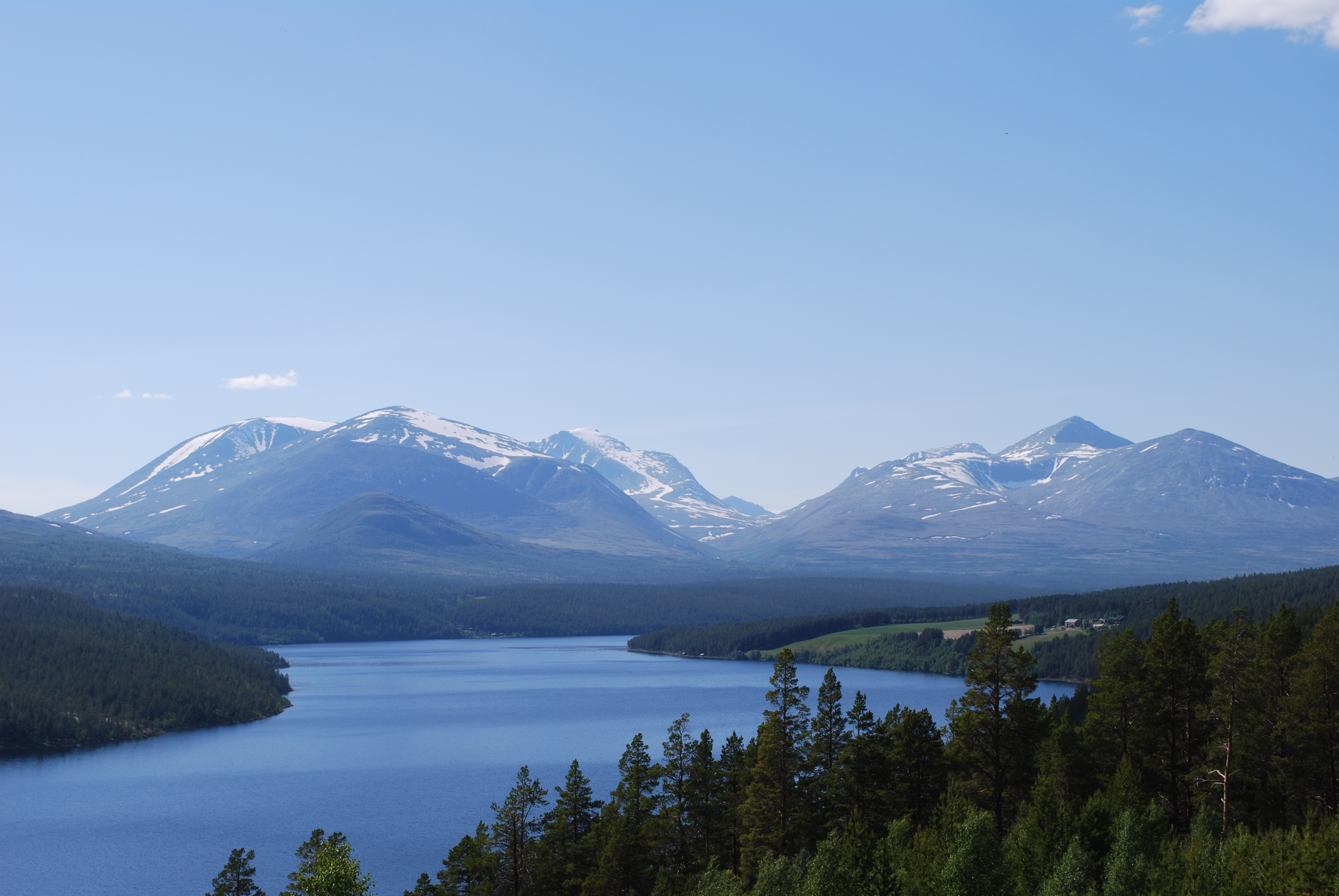
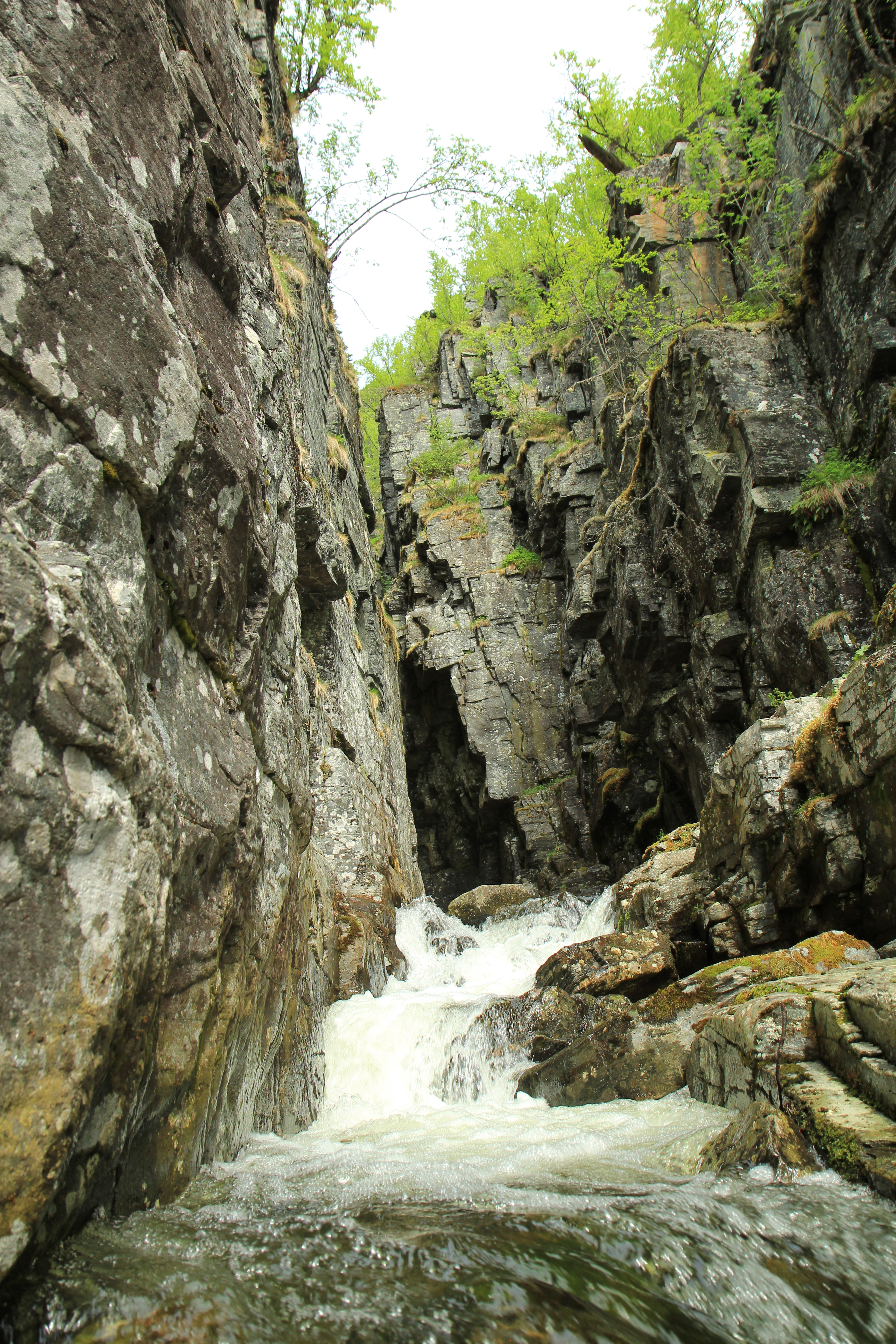
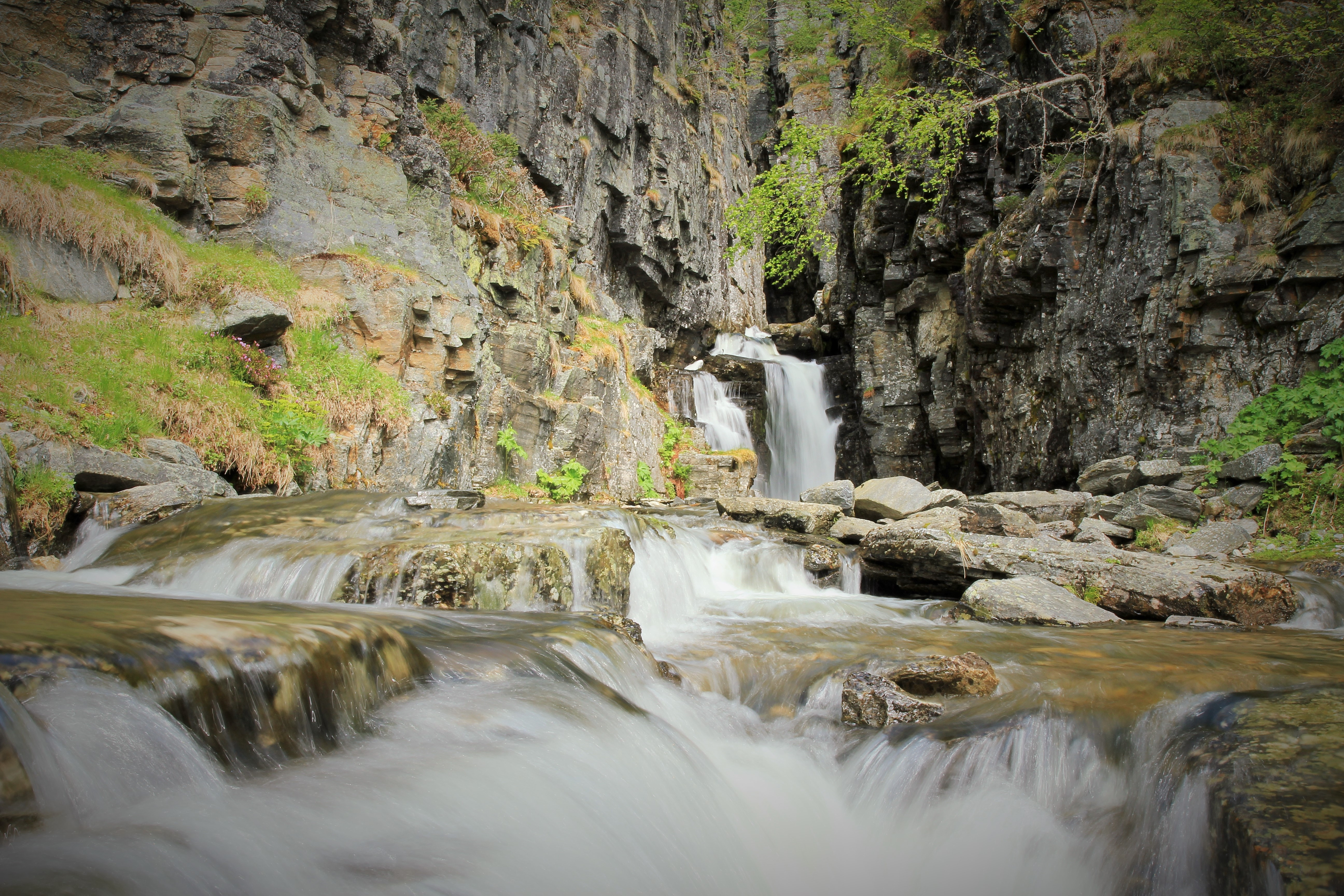
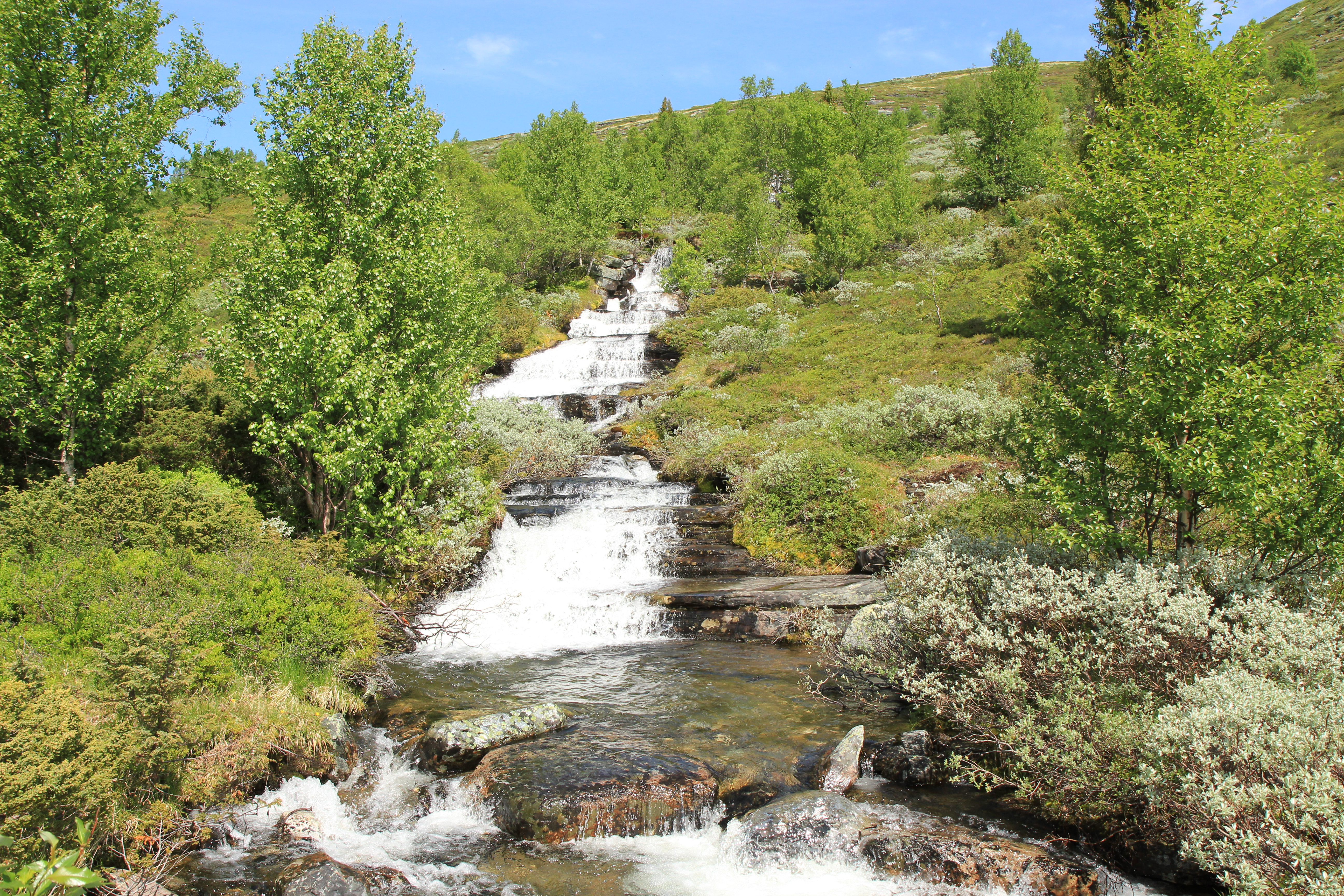
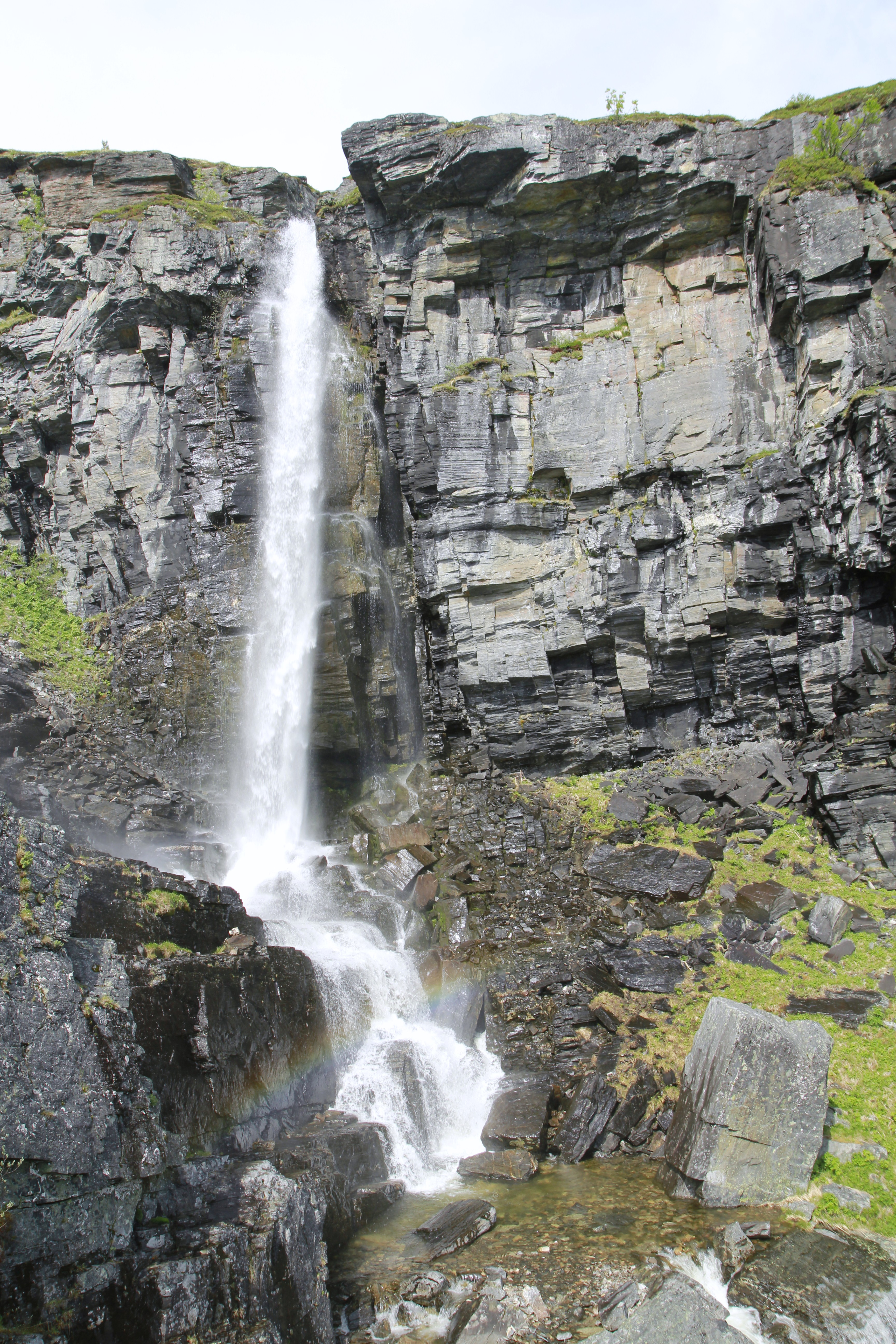